# Yami (organización)
En el mundo ficticio de Shijō Saikyō no Deshi Kenichi, Yami es una organización mundial de artistas marciales que utilizan sus habilidades para ganar poder y para enseñar el Satsujin-ken (Puño Asesino). Se divide en dos grandes grupos: La División de combatientes Mano a Mano y La División de Armas.

## Una Sombra, Nueve Puños
Es el grupo de maestros que controlan tanto Yami como Yomi (discípulos de Yami), que luchan para promover el Satsujin-ken (Puño Asesino) que a su parecer es la verdadera forma de las artes marciales y que se oponen al Katsujin-ken (Puño de la Vida). En esta categoría están todos los peleadores que no utilizan armas para combatir, solo estilos de pelea con sus puños o su cuerpo.

### Líderes

#### Fūrinji Saiga
- Primera aparición: Batalla 192
- Símbolo: Sombra
- Alias: Ichiei/Una Sombra
- Arte Marcial:Estilo Fūrinji
- Tipo: Sei y Dou, más especializado en Sei

Hijo de Fūrinji Hayato (alias, el Super Hombre Invencible) y padre de Miu. Dirige el grupo que lidera Yami, llamado 'Una Sombra, Nueve Puños'. Se entiende que es el asesino de Fūrinji Shizuha, madre de Miu. James Shiba, maestro de Takeda Ikki, se refiere a él como el hombre que se llevó su ojo derecho y su pierna izquierda. Además, es el maestro del actual líder de Yomi: Kajima Satomi.
Su organización está orientada a promover las artes marciales asesinas, la que Yami cree que es la verdadera forma de luchar, algo que los diferencia totalmente del Ryōzanpaku. Luego de la muerte de Kanō Shō, elige como líder de Yomi a su discípulo Kajima Satomi. Los maestros de Yami empezaron a discutir de que nunca habían sido camaradas y que sus estilos eran los mejores, en ese instante aparece en forma de una silueta mostrando una aura completamente abrumadora para los demás miembros de yami que incluso ellos se mostraron intimidados, gracias a eso Saiga consiguió que recuperaran la calma, su discípulo al que ha enseñado que la clave para ganar se encuentra en el corazón. Hace su aparición en la Batalla 466 y 467 cuando salva a Miu y a Kenichi de los guerreros de Jenazad, pero Miu al estar inconsciente no le llega a ver. Es rubio al igual que Miu, con el pelo muy parecido al de Kenichi y utiliza unos protectores al igual que éste, ya que los que tiene Kenichi eran de Saiga.
Aunque aún no ha mostrado su verdadero poder, Saiga es un gran maestro capaz de derrotar a varios luchadores cercanos al nivel maestro solo con sus dedos. También fue capaz de neutralizar a un artista marcial altísimamente capacitado para derrotar a artistas marciales de nivel maestro con solo tocarle. Es capaz de moverse a grandes velocidades, comparables incluso a las del Super Hombre Invencible, siendo imposible de seguir hasta para el propio Kenichi (quien ya había desarrollado una vista capaz de captar los movimientos más rápidos). Su imponente aura le define como el más fuerte de "Una Sombra, Nueve Puños", el hecho de ser capaz de intimidar a nueve maestros tan fuertes como los del Ryozanpaku o incluso más (con excepción de Hayato Furinji) lo convierte en posiblemente el único artista marcial capaz de igualar al Super Hombre Invencible, o incluso superarle.

#### Ogata Isshinsai
- Seiyuu: Akio Ohtsuka
- Primera aparición: Batalla 119
- Símbolo: Flujo
- Alias: Kensei/Puño Sabio
- Arte Marcial: Desconocido (se especializa en artes marciales olvidadas que lo convierten en un oponente de movimientos impredecibles). Aunque se especula que usa Jujitsu y Kempo Chino, aprendido en el pasado al haber sido discípulo del Ryōzanpaku. También es conocedor de una de las 108 técnicas del Superhombre Invencible (Nazoe Nukite), lo que lo convierte en un peligroso oponente.
- Tipo: Sei y Dou, pero se especializa más en Dou

Fue inicialmente el primer discípulo del Ryōzanpaku, sin embargo el anciano vio que había malas intenciones en él, motivo por el que lo echó y borró de los registros del Dojo. Él se revela como el verdadero líder de Ragnarok con el nombre de 'Kensei-sama' (Casi todos se refieren a él como Kensei y no como Ogata). Se le ve completamente en las montañas de Yamigata cuando conoce a Kenichi, y le enseña a este último El Camino de Asura (lo que el anciano quería que Kenichi conociese), al sentir interés en Kenichi, le pide que se convierta en su discípulo con el fin de enseñarles todas sus técnicas incluyendo a sus técnicas asesinas, propuesta que Kenichi rechaza ya que él sólo quiere usar las artes marciales para proteger a los que le importan. Después de enterarse de la razón por la que Kenichi llegó a las montañas de Yamigata, regresa a la ciudad con el motivo de ver el combate entre Kenichi y su discípulo Odín, incluso trató de detener la lucha con el fin de tomar a Kenichi como discípulo pero fue detenido por los maestros del Ryōzanpaku, por lo que tuvo que retirarse llevándose solo a Odín, el cual había quedado muy herido a raíz de haber mezclado en su cuerpo tanto el Sei como el Dou, no sin antes revelarle al anciano que Yami ya se estaba moviendo, después de esto se le ve contactando a los demás puños.
Su verdadero poder aún no ha sido mostrado, aunque se vio que puede matar fácilmente a un oso asiático (que se describe como dos veces del tamaño de un oso pardo). También emplea un curioso estilo en el que parece no necesitar moverse para golpear a su enemigo, como cuando se mostró en el capítulo 180 cuando Gaidar le lanzó una estatua y Ogata la rompió sin moverse y sin que la estatua le tocara. Es igual de fuerte que cualquiera de los maestros del Ryozanpaku (con clara excepción de Hayato Furinji), ya que fue capaz de tener inquieto con su poder a Alexander Gaidar (maestro del Commando Sambo, que fue capaz de tener una pelea igualada con Akisame Koetsuji).
Su fuerza queda demostrada al ser capaz de matar a Midou Kai y su hija (ambos de clase maestro), y actualmente ha sido capaz de abrumar con su poder a Tsutomu Tanaka y asesinarle (a pesar de que éste había entrenado para hacer frente las técnicas de Ogata y había llegado al nivel maestro siendo capaz de pelear contra el Puño Sabio). Su método de pelea es autodidacta aunque se basa en muchos estilos, son su prodigioso don para el combate solo necesita ver las técnicas una vez para asimilarlas, por lo que por mucho tiempo se dedicó a desafiar dojos para robar sus técnicas mientras pelaba con ellos. De la misma forma siempre está diseñando entrenamientos y técnicas originales para enriquecer su estilo.
Después de la derrota de Ragnarok, se reveló a sí mismo como miembro de Una Sombra, Nueve Puños, el grupo líder de la división sin armas de Yami. Él es el último miembro en unirse a Yami y actúa como el guardián de Yomi. Tsutomu Tanaka del Tenchi Mushin Ryuu, participante del D de D 'Duelo de Discípulos' intenta localizarlo para vengar la muerte de su suegro y a la vez sensei. Posteriormente se descubre que en realidad también asesinó a su esposa embarazada, lo que trastocó la cordura de Tanaka. Según parece la muerte del bebé nonato es el único crimen que agobia a Ogata, ya que siempre ha asesinado solo a quienes aceptan combatir o agredirlo, por lo que asegura que se justifica; sin embargo el haber matado a este bebé parece ser el origen de su costumbre de tallar incesantemente estatuas de Buda (una antigua tradición asiática de quienes buscan resarcimiento).
Sigue siendo el maestro de Odín, a pesar de que este esta actualmente en silla de ruedas. Además de Odín, tiene tres discípulos más a su cargo. Rimi se encuentra entre ellos. Sin embargo la actitud de Ogata hacia sus discípulos es muy diferente a la de la mayoría de sus camaradas, para él, los discípulos son objetos de experimentación para desarrollar nuevas técnicas aun si esto los hace perder la vida y a pesar de que sostiene que jamás los obliga a nada es quien los convence que deben arriesgarse; de esta forma es como usó a Rimi convenciéndola de que Odín la amaría si fusionaba el Sei y Dou mientras peleaba contra Miu, misteriosamente, el único acto de piedad que ha mostrado hacia ella fue golpear un punto vital después que perdiera lo que le salvó de morir.
En la emboscada hecha por los discípulos de Yami a la alianza Shimpaku en el parque de diversiones asistió como espectador hasta que Kenichi y Odín lo desafían en venganza por el sacrificio de Rimi y aunque demostraron grandes habilidades debieron ser salvados por Tanaka. Tras pelear y asesinar a Tanaka, aprendiendo todas sus técnicas a la vez, se retira para ser visto nuevamente llegando al ayuntamiento de Tokio junto con el resto de los maestros de Yami, ante quienes las autoridades se pusieron a su disposición.

#### Agaard Jum Sai
- Primera aparición: Batalla 266
- Símbolo: Fuego
- Alias: El emperador demonio del muay thai
- Arte Marcial: Muay Thai/Muay Boran
- Tipo: Sei

Es el maestro de Tirawit Kōkin. Está muy orgulloso de su arte marcial y cree firmemente en que este es el arte marcial más fuerte del mundo. Es el maestro de Yami que Apachai conoce. Apachai se refiere a él como el Emperador demonio del Muay Thai del bajo mundo. Aunque se muestra algo más maduro y dispuesto al asesinato en esencia su personalidad es muy similar a la de Apachai, siendo alegre y tolerante con sus compañeros, aunque brutal y abrumador a la hora de pelear.
Durante la invasión de Ryōzanpaku a una de las bases americanas de Yami, se encontraba con su discípulo Kokin. Ahí sostienen una pelea entre maestro/discípulo contra Apachai Hopachai y Kenichi, culminando (o eso parecía) cuando ambos maestros despliegan su Bolisud lokmai (la técnica final aprendida del maestro de ambos) y Agard atraviesa a Apachai con su puño creyendo que derrotarlo, sin embargo un instante después nota cuanto daño le ha hecho el ataque de su amigo dejando su cuerpo paralizado por días; ante esto reconoce que aunque logró asesinar a Apachai fue él quien perdió ya que su técnica no estaba a este nivel. Tras esto debería ver como Kenichi derrotaba a su discípulo usando solo Muay Thai y posteriormente debía enfrentar a un maestro de la división armada, por lo que en respeto a su amigo intentó protegerlo a pesar de que estaba paralizado. Sin embargo al ver que Apachai regresa de la muerte para salvar a Kenichi, acepta su derrota razonando que "el vencedor es el que se sostiene en pie al final". Después de su pelea con Apachai, regresa a Tailandia junto con su discípulo.

#### Silcardo Jenazad
- Primera aparición: Batalla 187
- Símbolo: Rey
- Alias: Kenmashajin/Dios del Puño Demonio
- Arte Marcial: todos los estilos de silat, se centra en Pencak Silat
- Tipo: Demonio/Dou

Es el maestro de Radin Tidat Jihan. Luego de que Kenichi derrote a su discípulo, castiga a este último enterrándolo bajo una avalancha. Parece completamente indiferente frente a la pérdida de su discípulo y comentó que podría entrenar fácilmente a alguien del mismo nivel como reemplazo. Durante el combate entre Jihan y Kenichi, dice que ya ha luchado anteriormente con alguien del mismo olor, por lo que se deduce que ha peleado con Fūrinji Hayato años atrás, como le revela Miu a Kenichi. Después de la muerte de Jihan y al ser derrotado el Puño de la Risa, él tiene pensado tomar a la aprendiz de Carlo Diego como su propia alumna, pero gracias a la intervención de Sakaki esto no es posible, con ello Sakaki despierta el interés de Jenazad de tener un duelo a muerte con éste.
Cuando Sakaki y la Mano de Dios Hongou Akira pelean, Jenazad aparece e interrumpe su batalla con el fin de raptar a Miu para hacerla su discípula, lo que origina una pequeña tregua entre Yami y Ryozanpaku en la que Hongou proporciona información para descubrir el paradero de Jenazad, mientras tanto este último ha secuestrado a Miu en su país natal de Tidat y le ha estado lavando el cerebro mientras al mismo tiempo la entrena en Silat.
Después de que finalmente dan con Jenazad se produce una pelea de alto nivel entre este último y la Mano de Dios demostrando que el Puño Demonio es más fuerte y tiene más técnica que Hongou, haciendo que la batalla se vaya inclinando a su favor, pero casi al final Hongou demuestra tener más tenacidad para las artes marciales que Jenazad y ejecuta una última técnica que termina atravesándolo, dándole muerte en el acto (cabe señalar que murió de pie).
Silcardo es el hombre que le causó problemas al Superhombre Invencible, fue capaz de obligarle a luchar en serio por lo tanto fue uno de los artistas marciales más fuertes de 'Una Sombra, Nueve puños'. El propio Sakaki había reconocido que si Jenazad era más fuerte que Hongou, entonces también era más fuerte que él, lo que convierte a Jenazad en un oponente altamente peligroso.

#### Sehrul Rahman
- Primera aparición: Batalla 266
- Símbolo: Nada
- Alias: Puño de Brahman
- Arte Marcial: Kalaripayatu
- Tipo: Sei

Es el maestro Ethan Stanley. Él es el más viejo de 'Una Sombra, Nueve Puños'. Su verdadero nombre es revelado por Kushinada Mikumo. Parece que Sakaki conoce a Rahman, debido a que cuando vio luchar al discípulo de este, dijo que sus movimientos le recordaban a alguien que conocía, probablemente refiriéndose a Rahman.
La primera vez que se le ve, se encuentra con los demás puños de Yami tras la muerte de Kano Sho, y al igual que Kushinada no cree a Hongo como un maestro apto ya que su discípulo debería haber sido vaciado de sentimientos. Es acallado junto con los demás maestros al percibir el aura de Furinji Saiga.
Más tarde, se le ve junto a Kushinada Mikumo hablando del combate de Kenichi contra Ethan y se le ve participando en el entrenamiento que Ogata y Silcardo imponen a Rachel Stanley para que aprenda silat. En el asalto que realizan los soldados acompañados de los maestros del Ryozanpaku, Rahman interviene usando una técnica sonora que detiene los órganos de los soldados y facilita el transporte de Rachel en un helicóptero, en el que también se encuentra Silcardo Jenazad.
Sakaki llega al helicóptero y Jenazad quiere pelear con él. Sin embargo, Rahman convence con cortesía a Jenazad de que le permita a él primero luchar contra Sakaki ya que dos contra uno sería injusto. Jenazad acepta y se sienta a observar.
Para poder mantenerse al nivel del poderoso Rahman, Sakaki se ve obligado a usar tácticas sucias (como lanzarle una placa a los ojos, agarrarle de la barba...). Las letales técnicas de Rahman no tienen efecto sobre Sakaki ya que: sus ataques a los nervios son parados por los músculos de Sakaki, y su técnica sonora no asusta a Sakaki ya que estaba acostumbrado a escuchar decir a Shigura cosas escalofriantes mientras dormía. Jenazad no aguanta más y decide intervenir para probar a Sakaki, pero Sakaki le esquiva y consigue llevarse a Rachel.
La última vez que se vez a Rahman, es después de la muerte de Silcardo Jenazad y en el juicio de Hongo. Rahman también apoya a Hongo expresando que deseaba la muerte de Jenazad desde hace tiempo.

#### Kushinada Mikumo
- Primera aparición:
- Símbolo: Agua
- Alias: Urukiboshi/Puño Embrujado
- Arte Marcial: Jujitsu
- Tipo: Sei

Es la maestra de Kushinada Chikage. Es mencionada por primera vez en la lucha entre Kenichi y Kanō Shō, luego se muestra en la reunión Yami. Shō dijo que nunca fue capaz de tocarla pero que aun así recibió sus elogios. En una batalla contra varios maestros de Jujitsu, se demuestra que los estilos Jujitsu convencionales se basan 30% en la habilidad y 70% en fuerza, sin embargo el estilo que emplea Kushinada es único, ya que se basa 100% en la habilidad.
Mikumo probablemente es la más poderosa de los Nueve Puños al servicio de Una Sombra, ya que fue capaz de pelear contra dos maestros del Ryozanpaku sin ir completamente en serio, los demás maestros se refirieron a ella como "el Primer Puño", y hasta el mismísimo Isshinsai Ogata la respeta como su superiora.
Se reveló que ella es la heredera del Jujitsu Kushinada, el cual su madre fundó hace varias décadas. También es mucho mayor de lo que aparenta, ya que se cree que ha nacido hace más de un siglo, esto se debe a los experimentos de su familia relacionados con frenar el proceso de envejecimiento, llegando a generar cierta admiración en Silcardo Jenazad quien solo había podido mantener joven su cara.
Se le ve conduciendo un coche deportivo, dirigiéndose hacia donde estaban luchando Diego Carlo y Ma Kensei no mucho después de que el primero se haya convertido en el ‘Puño de la Furia’. Se las arregló para tirar por la borda a Diego Carlo. Luego hace el amago de querer atacar a Miu, Kenichi y Renka, pero Ma Kensei la detiene a toda velocidad causando que ella misma le ovacione por tener tanta habilidad, se retira cuando el anciano aparece. Kenichi describió su técnica como ‘Gravedad Cero’.
El anciano ha dicho que en el pasado, ambos habían trabajado juntos contra Yami, se desconoce la razón por la Kushinada cambio de bando, aunque más adelante en el manga ella comenta que a veces se puede controlar a alguien a base de miedo, más que nada el miedo a perder a alguien querido.
Durante la pelea de Kenichi con Ethan Stanley ella se reúne con el anciano y deja entrever que hubo algo más que amistad entre ellos, aunque al anciano no le agradó mucho este comentario, ella le responde que su discípulo está a punto de ser derrotado a lo que el solamente contesta que el mismo lo ha entrenado sin haber pasado nada por alto y se ríe haciéndola recordar lo mucho que le disgusta el que siempre aparente estar tan seguro de sí mismo.

#### Hongō Akira
- Primera aparición: Batalla 167
- Símbolo: Cielo
- Alias: Jinetsukenjin/Mano de Dios
- Arte Marcial: Todos los estilos de Karate, se centra en el Shinchi Nengen
- Tipo: sei

Fue el maestro de Kanō Shō (que murió después de ser derrotado por Kenichi durante el D d D). Él desprecia el uso de la ciencia y la tecnología como herramientas para medir el nivel de las artes marciales, pero no duda en elevar el nivel de dificultad y obstáculos para Shō cuando se encontraba en un experimento.
Aunque es considerado el igual de Sakaki, Hongō posee un ki tan poderoso como para ganarse el respeto de Shigure y ser calificado como "peligroso" por el mismísimo Hayato Furinji. Fue capaz de esquivar los ataques de dos maestros (Shigure y Apachai, aunque este último se encontraba convaleciente de su batalla con Agaard) aún cargando con un discípulo. Pero lo que más destaca de Hongō no es su técnica o poder, sino su constancia e increíble resistencia en las artes marciales. También es considerado como el mejor maestro de Yami en entrenar a discípulos al ser capaz de aprovechar a la perfección las habilidades de Seta y Hayami, y demostrar que Shō estaba calificado para ser el siguiente líder de Yami y heredar todas las artes marciales que lo componían.
Tiene malas relaciones con Ryōzanpaku, por lo que se molestó cuando se enteró de que su discípulo murió al proteger a Miu y Kenichi. Culpó a Diego Carlo por la muerte de Shō, debido a que este estaba a cargo del D d D.
Tiene un duro combate contra Sakaki Shio, la cual no tiene un ganador claro, pero si permite entrever la juventud de ambos peleadores junto a un tercer artista marcial: "Zusuki Hajime", que muere a manos de Hongō para evitarle el sufrimiento de una muerte lenta, acto que es mal interpretado por Sakaki lo que provocó que rompiera la amistad irremediablemente.
Después de que Kenichi le transmitiera a Sakaki el mensaje de Hongō, éste se muestra decidido a saldar deudas con él. En una conversación privada con Hayato Furinji se revela el récord de victorias y derrotas que tuvo con Hongō: 125 victorias - 126 derrotas. Lo que demuestra que Hongō es posiblemente mejor karateca que Sakaki.
Después de ser engañado por Silcardo Jenazad para atacar mortalmente a Kenichi y así provocar la ira de Miu que es secuestrada cuando Jenazad la deja inconsciente, al descubrirse usado por Silcardo Jenazad decide interrumpir su pelea con Sakaki para ayudar en el rescate de Miu. Antes de irse, Sakaki le propone dejar el combate en un empate y que ya pelearían más tarde hasta que uno de los dos resultara vencedor.
Después de muchos percances consigue su objetivo de rescatar a Miu, e inicia un combate a muerte con Silcardo Jenazad en venganza por haberlo utilizado de una manera tan vil y poco honorable. En el transcurso del combate, Jenazad demuestra ser más fuerte y tener más técnica que Hongō, pero la constancia de Hongō le permite aguantar hasta conseguir asestarle a Jenazad un golpe mortal que le da la victoria.
Después de matar a Jenazad, Hongō se retira después con sus discípulos Seta y Hayami siendo despedido por la hermana menor de Jihan (Radin Tidat Lona). Se le ve después en una reunión de Yami en el que Saiga Furinji justifica las acciones de Hongō de asesinar a Jenazad (Saiga había decidido ayudar a Hongō para poder asegurarse que Miu era rescatada), y el resto de los puños muestran su acuerdo expresando el desagrado que sentían hacia Jenazad y Hongō queda impune.

#### Diego Carlo
- Primera aparición: Batalla 199
- Símbolo: Acero
- Alias: Waraukouken/Puño de la Risa/ Puño de la Furia
- Arte Marcial: Lucha libre profesional
- Tipo: Sei (cuando lleva la Máscara Sonriente) y Dou (cuando lleva la Máscara de Furia), se especializa más en Dou.

Es el maestro de Rachel Stanley. Fue el organizador del Duelo de Discípulos, más conocido como ‘D de D’, en donde actuó como el árbitro del torneo. Permitió participar a la Alianza Shinpaku en el D d D luego de la intromisión de estos, debido a que el valora a los que tienen coraje. Él cree que la lucha siempre debe ser un espectáculo para el disfrute del público, también considera que después de una pelea el perdedor debe obedecer el ganador.
Diego y su discípulo, sin conocimiento de los demás miembros de Yami, hicieron los preparativos para la lucha entre Yami y el Ryōzanpaku. Dicho plan implicaba invitar a Kenichi y el maestro de su elección a un duelo con Rachel y Diego Carlo en un lujoso crucero, de no cumplir estas condiciones, se haría estallar la bomba que había en el barco. Se sorprende al ver a Renka llegar con Kensei, pero parece dispuesto a seguir con la batalla, Sin embargo, más tarde se revela que el verdadero espectáculo sería la explosión del crucero.
Ma Kensei, al ver que Diego Carlo ignoraba a los espectadores, decide ayudarlos, por lo que el Puño de la Risa pierde la compostura y se quita su ‘máscara sonriente’, revelando así su ‘máscara furiosa’, Kensei al ver esto, le dice que al fin ha mostrado su verdadero rostro. En este estado, ambos maestros lanzan feroces ataques, incluso con combaten fuera del ring y aparentemente, sin preocuparse por la seguridad del público. Diego Carlo revela que no considera a esas personas como público, sino que la mayoría de ellos son los objetivos Yami que se encuentran en la lista de eliminación, el verdadero público está reunido en barcos alrededor del crucero, viendo la batalla en tiempo real.
Diego Carlo es derrotado por Ma Kensei después de que su plan sea frustrado con la intervención de Miu, Kenichi y Fūrinji Hayato. Él ofrece su máscara a Kensei como trofeo y le pide que lo mate ya que consideraba que aquello momento era perfecto para morir, a lo que Kensei simplemente se niega, luego aparece Kushinada Mikumo y lo arroja por la borda. Fue salvado por el anciano para luego ser llevado a ‘El Gran Cierre’.
En la batalla 527, después de la batalla entre la Alianza Shinpaku y YOMI (finalizando con la muerte de Tsutomu Tanaka a manos de Isshinsai Ogata), el líder del escuadrón de armas "Hoja Asesina Hachiou" con sigue infiltrarse en el Gran Cierre para liberar a los dos Puños de Yami. Pero se revela que tanto Diego Carlo como Alexander Gaidar permanecían allí por su orgullo tras haber perdido contra el Ryozanpaku (es decir, que podrían haberse escapado pero no lo hicieron porque se sometían a los derechos del ganador) y se ve que ambos habían desarrollado una relación amistosa.

#### Ma Sougetsu
- Primera aparición: Batalla 266
- Símbolo: Luna
- Alias: Salvaje Puño Divino
- Arte Marcial: Kempo Chino
- Tipo: Dou

Es el último maestro de Yami en ser revelado. Anteriormente, en las reuniones de Yami se le veía como alguien misterioso ya que su rostro no era visto. Recientemente se revela que es el último maestro de Yami, esto se supo gracias a los informantes (Loki y Número 20) de Niijima. Ahora último se ve que le ha pedido al último miembro de Yomi, que le ceda su lugar a Hermit, pero el discípulo se niega a hacerlo sin haber peleado antes.

#### Alexander Gaidar
- Primera aparición: Batalla 180
- Símbolo: Hielo
- Alias: Senmetsu no Kenshi/Puño de la Destrucción
- Arte Marcial: Commando Sambo
- Tipo: Dou

Es el maestro de Boris Ivanov y maestro de Commando Sambo, arte marcial utilizado por el ejército ruso. Un hábil artista capaz de crear estatuas con sus propias manos, él muestra que es capaz de cambiar de humor en cuestión de segundos. Dice que ha adoptado el arte como una manera de crear una atmósfera de paz para distanciarse de la lucha. Su estilo de lucha comprende agarres (del que tiene un conocimiento casi tan vasto como el de Akisame) y patadas y puñetazos. Combate con Akisame dos veces (durante ambos combates crean diversas estatuas, causando que Kōetsuji le diga que es la primera persona capaz de igualarle en lucha y arte); la primera vez, Kōetsuji, Sakaki y Kenichi salen para proteger a una congresista de Rusia, debido a que esta es un blanco del Puño de Yami. Durante el combate, ambos muestran una sobrenatural aptitud para las artes, esto se ve cuando crean grandes figuras de alambre de acero en cuestión de segundos. También muestran un gran conocimiento de contrallaves contra los agarres siendo Akisame ligeramente superior, pero quedando igualado por los rápidos golpes de Gaidar. La segunda ocurre cuando Kōetsuji se infiltra en la base rusa, en este combate ambos están bastante igualados hasta que Koetsuji empieza a aventajar a Gaidar usando una técnica secreta que implica lanzarle sin usar las manos. Gaidar se ve obligado a liberar todo su poder y Koetsuji también,  y en un ataque final Akisame emplea una llave de sumisión de Jujitsu que deja inconsciente a Gaidar, por lo que es finalmente derrotado, por ello contacta a su discípulo Boris para decirle que de ahora en adelante ya no serán discípulo y maestro, luego le da la orden de no buscarlo. Después es entregado a las autoridades y ser encerrado en la prisión creada especialmente para los miembros de Yami: 'El Gran Cierre'.
En la batalla 527, después de la batalla entre la Alianza Shinpaku y YOMI (finalizando con la muerte de Tsutomu Tanaka a manos de Isshinsai Ogata), el líder del escuadrón de armas "Hoja Asesina Hachiou" con sigue infiltrarse en el Gran Cierre para liberar a los dos Puños de Yami. Pero se revela que tanto Diego Carlo como Alexander Gaidar permanecían allí por su orgullo tras haber perdido contra el Ryozanpaku (es decir, que podrían haberse escapado pero no lo hicieron porque se sometían a los derechos del ganador) y se ve que ambos se llevaban bien manteniendo un matiz de respeto.

### Miembros Divisionales

#### Ri/Li Tenmon
- Primera aparición: Batalla 157
- Arte Marcial: Ditangquan
- Tipo: Dou

Es el maestro y padre de Ri/Li Raichi. Fue contactado Ogata Isshinsai para derrotar al Ryōzanpaku. Ma Kensei afirma que se trata de un luchador mortal, que es tan sanguinario como su hermano Sougetsu.
Después que su hija fue derrotada por Kenichi, intentó atacarlo pero fue detenido y derrotado por Ma Kensei. Aunque puede ser algo despiadado, demuestra que todavía se preocupa por su hija y por otras chicas, debido a que no pudo herir de gravedad a Renka y Miu.

#### Christopher Eclair
- Primera aparición: Batalla 146
- Arte Marcial: Savate
- Tipo: Sei

Miembro de la división de asesinos de Yami. Es un viejo conocido de Sakaki, ya que ambos, junto con otro compañero, luchaban contra la mafia y ayudaban al FBI. Más tarde Sakaki le dice que no le gusta su método de trabajar, como el asesinato y por eso renuncia. En su intento de asesinar un traficante de armas resguardado por Sakaki, secuestra a Kenichi para luego ser encontrado y derrotado por el maestro del Ryōzanpaku. Debido a sus heridas, tuvo que ser llevado a un hospital pero luego se escapa. Su paradero actual es desconocido.

#### Fortuna
- Primera aparición: Batalla 250
- Arte Marcial: Estilo Propio
- Tipo: Dou

Miembro de Yami y traficante de armas. Fue el auspiciador del D d D, el cual se celebró en su isla denominada ‘Isla Desesperación’. Es el padre adoptivo del equipo participante del D d D, llamado Equipo Pancracio, los adoptó debido a que tiene una obsesión con la gente de alto potencial para convertirse en maestros de artes marciales. Aunque su idea de adoptar y criar niños es simplemente secuestrarlos y someterlos diariamente a entrenamientos extremos y sesiones donde deben sobrevivir a situaciones de muerte, por lo que en realidad lo que hoy se conoce como Equipo Pancracio es solo una pequeña fracción que logró sobrevivir de los niños que robó.
Se denomina a sí mismo como un luchador de clase Maestro, aunque Hermit afirmó que era la ‘basura’ entre los de esta clase. Durante la toma de la isla, por parte del ejército de los Estados Unidos, él trato de tomar a los principales miembros de la Alianza Shinpaku como sus hijos y llevárselos a la fuerza, pero finalmente fue derrotado por la fuerza conjunta de todos ellos.

### Yomi
Es una subdivisión de Yami, compuesta por los discípulos de estos. Es mencionado por primera vez como el principal enemigo del Ragnarok. Los discípulos de los miembros de ‘Una Sombra, Nueve Puños’, forman el comité ejecutivo de Yomi. Al ser parte de Yami, tiene grandes fondos a su disposición. La mayoría de miembros de Yomi, parece tener un alias al igual que sus maestros y también llevan el mismo símbolo que estos.
Actualmente quedan 7 miembros en el comité ejecutivo de Yomi, luego de las muertes de Kanō Shō y la supuesta muerte de Radin Tidat Jihan, y el abandono de Boris Ivanov.

#### Kajima Satomi
- Primera aparición: Batalla 265
- Símbolo: Sombra
- Alias: Desconocido
- Arte Marcial: Estilo Funrinji, Estilo Kuremisago
- Tipo: Dou

Discípulo de Fūrinji Saiga y Líder de Yomi. Tiene muchas cicatrices en el cuerpo y lleva parche en el ojo izquierdo, aunque se desconoce si su ojo izquierdo es ciego, y quien le infligió estas heridas. Se convierte en el líder de Yomi luego de la muerte de Shō.
Muestra gran interés en los exmiembros de Ragnarok que actualmente pertenecen a la Alianza Shinpaku, por lo que los invita a unirse a Yomi, diciendo que si se niegan, alguien podría morir. Ha demostrado ser un tipo muy sociable al compartir pensamientos con los demás miembros de Yomi (cuando por lo general éstos desconfían entre ellos), como se ve cuando interactúa con Kokin después de que éste derrotara a Kenichi en su primer combate, o cuando respondió con naturalidad a la pregunta de Boris Ivanov sobre su guerra con el Ryozanpaku (cuando cualquier otro habría menospreciado a Boris). Asimismo, se sabe que es un excelente estratega, esto queda demostrado cuando le gana simultáneamente a Kōkin en ajedrez, a Kushinada Chikage en Gō y al actual miembro sin nombre de Yomi en Shōgi; algo impresionante ya que Kōkin y Chikage han demostrado ser expertos en el ajedrez y el Gō.
Se desconoce la verdadera fuerza de Kajima, sin embargo, ha sido entrenado por el líder de Yami, el cual pudo callar a los 9 Puños con tan solo un despliegue de su Ki. Los miembros de Shinpaku que fueron visitados por Kajima, concuerdan en que este posee una presencia aterradora. La gran cantidad de cicatrices que tiene podrían ser un indicio de que Kajima sea el miembro más peligroso de Yomi. Además, si bien Sho era el que más potencial tenía para aprender muchas artes marciales y convertirse en el futuro líder de Yami, no lo había desarrollado por completo antes de ser derrotado por Kenichi, por lo que posiblemente Kajima siguiera siendo más fuerte que Sho, ya que su presencia inquietó más a los miembros de la Alianza Shinpaku que cualquier otro miembro de Yomi.
Es el único Yomi que queda por luchar contra Kenichi, y probablemente sea el más difícil de derrotar.

#### Kanō Shō
- Primera aparición: Batalla 167
- Símbolo: Cielo
- Alias: Sparna
- Arte Marcial: Karate (su mayor especialidad), Sambo, Muay Thai/Muay Boran, Lucha Libre, Jujitsu, silat, Kalaripayattu, Artes Marciales Olvidadas, Kenpo Chino y Estilo Furinji.
- Tipo: Sei/Dou, especializado en Dou

Discípulo de Hongō Akira y Líder de Yomi hasta su muerte en el D d D. Si bien Shō no era todavía el más fuerte de Yomi antes de ser derrotado por Kenichi, sí que era el que más potencial tenía para aprender diversas artes marciales. Fue un miembro del Kuremisago (Asociación que entrena a niños con gran potencial en las artes marciales para luego venderlos). Luego de ser comprado por Yami, ha estado atrapado como un pájaro en una jaula, pero cuando conoció a su Miu, creyó que ella era las alas que él andaba buscando.
Shō ha demostrado ser un duro oponente, de manera que Hermit, quien ha demostrado ser un formidable artista marcial, ha dicho que no le gustaría enfrentarse a él.  En el intento de secuaestrar a Miu, Shō fue capaz de derrotar en pocos segundos a los capitanes de la Alianza Shinpaku (Freya, Thor, Siegfried y Ikki Takeda), siendo Takeda el único que queda en pie pero sin fuerzas para luchar contra el YOMI. Tiene gran cantidad de movimientos ofensivos, el más usado ha sido el de usar su mano como un puñal, su poder destructivo es tan fuerte que nadie podría sobrevivir a este, incluso Kenichi resultó herido cuando tenía puesta su cota de mallas. Otra técnica bastante efectiva es el Gamaku, que utiliza con éxito para romper el Ryusui Seikūken de Kenichi. Aunque sus movimientos básicos vienen del Karate, también ha recibido entrenamiento por parte de otros maestros de Yami, ya que fue elegido como el heredero de las técnicas de Yami, al igual que sucede con los maestros del Ryōzanpaku que tienen a Kenichi como sucesor. El golpe final de Shō consiste en un combo que une todos los estilos de lucha que aprendió de ‘Una Sombra, Nueve Puños’, la secuencia de sus ataques pueden ser cambiada libremente, lo que dificulta la lectura de los movimientos.
Shō es un amante de las aves, esto se debe a que ellas pueden volar y el también desearía hacerlo para poder escapar de Yami, por lo que ayudó a escapar a los miembros del equipo Pancracio de las manos de Fortuna en el D d D, para luego decir que los había asesinado.
Muere al salvar a Miu y a Kenichi, luego de que uno de los soldados de la Fortuna disparará hacia ellos. Antes de morir, le pide a Kenichi que cuide de Miu ya que él ya no podrá. Su rol de líder de Yomi es pasado a Kajima Satomi.

#### Tirawit Kōkin
- Primera aparición: Batalla 188
- Símbolo: Fuego
- Alias: Narasimha
- Arte Marcial: Muay Thai /Muay Boran
- Tipo: Sei

Discípulo del maestro de Muay Boran. Es un excelente estratega y se ha visto que es capaz de analizar la habilidad de una persona con el mínimo contacto visual. Es transferido al Instituto junto con Boris Ivanov y los hermanos Stanley, una de sus primeras acciones fue tomar el control del club de Karate, en donde demostró ser hábil enseñando, ya que pudo enseñar poderosas técnicas de Muay Thai a los miembros del Club de Karate en muy poco tiempo, algo que sorprendió a Kenichi. Antes de que ambos combatan, le hace notar a Kenichi que pudo derrotar a sus subordinados del club muy fácilmente, por lo que le dice que sus puños son similares a los del Satsujin-ken. Kōkin muestra gran confianza en la pelea debido al análisis que hizo previamente, en el que notó que Kenichi dudaba mucho al atacar, por lo que utiliza el Yan Erawan, impactando directamente el corazón y matando de esta forma a Kenichi, aunque él no contaba con que Akisame tenía la habilidad de volver los muertos a la vida. Más tarde, se entera por medio de Kajima Satomi que Kenichi sigue con vida, pero dice que no puede haberse equivocado en su análisis y afirma que el discípulo del Ryōzanpaku está muerto pero como artista marcial.
Al día siguiente del combate, se cambia de instituto y su paradero actual es desconocido. Luego de enterarse de que Kenichi ha recuperado su espíritu de artista marcial, promete no fallar la próxima vez, sin embargo Kajima le prohíbe encargarse de Kenichi, diciéndole que se le debe dar una oportunidad a cada miembro de Yomi.
Él y Kenichi se encontraron en una batalla tortuosa, mientras que sus dos maestros se vencieron el uno al otro, quedando Appachai herido mortalmente por un golpe que le atravesó el abdomen(presuntamente muerto)y Agaard inconsciente de un golpe producido en su hombro izquierdo, pero luego Agaard le da la victoria a Appachai ya que este vuelve de la muerte para proteger a su discípulo. La batalla entre descipulos fue obviamente ganada por Kenichi pero poco la importa, él está más preocupado por Apachai.

#### Asamiya Ryūto
- Primera aparición: Batalla 48
- Símbolo: Flujo
- Alias: Odín
- Arte Marcial: Artes Marciales Olvidadas, también ha entrenado Boxeo, Kárate y Pancracio.
- Tipo: Sei/Dou, se especializa en Sei

Discípulo de Ogata Isshinsai y antiguo Líder de Ragnarok, en donde era conocido como Odín. En sus combates con Kenichi ha demostrado su dominio del Seikūken y en la batalla final demuestra poder controlar su ‘ojo interior’, con lo que tiene la habilidad de leer rápidamente el patrón de ataques de sus oponentes. Tiene una técnica propia llamada ‘Gungnir’, que consiste en dar rápidos golpes con un 100% de precisión.
Ryūto y Kenichi se conocieron cuando aún eran niños, un día vieron una niña llorando porque no había conseguido el pin de gato que quería, por lo que Kenichi se lo intercambia por el que Ryūto le había dado minutos antes (justamente era uno de gato). Minutos después, aparecen 3 delincuentes y tratan de robar la tienda en donde estaba la máquina expendedora de pines, los 2 niños estaban asustados pero de repente aparece Miu y vence a los maleantes.
10 Años después, cuando Miu y Kenichi regresan al distrito en donde había vivido él, Ryūto aparece y le dice que es hora de cumplir la promesa que habían hecho, Kenichi no lo reconoce al principio pero luego de una demostración que hace abriendo un empaque de barra de maíz, Kenichi lo recuerda y empiezan a hablar de su infancia, a lo que Odín le vuelve a decir que era hora de cumplir lo que habían ‘pactado’ años antes y Kenichi vuelve a decir que no recuerda (La verdad es que Ryūto, le hace prometer a Kenichi que volverían a luchar por aquel pin, pero esto fue cuando Kenichi estaba en el carro y su padre estaba conduciendo a toda velocidad). Luego de hacerle recordar, ambos luchan, terminando como ganador Ryūto y este se queda con su pin, dándole a cambio uno igual pero más viejo.
Durante el combate final, se reveló que durante su infancia ambos habían peleado por el pin de Miu. Kenichi ganó la pelea pero le dio la victoria a Ryūto, algo que le pareció imperdonable, luego jugó en la máquina expendedora hasta obtener su propia insignia de Yin Yang, pero se dio cuenta de que la placa no era lo que quería y que lo que en verdad quería era la victoria, que es lo que lo llevó a entrar en el mundo de los combates, para buscar la victoria completa.
Debido a que Kenichi demostró estar a su nivel, utilizó una técnica que aprendió de Ogata Isshinsai, el Sei Dou Gou, que consistía usar simultáneamente el Sei y Dou. Los maestros del Ryōzanpaku calificaron esta técnica como peligrosa, ya que al mezclar ambas energías que normalmente se repelen, el cuerpo recibía mucho daño y corría riesgo de morir si la usaba demasiado tiempo. Finalmente Kenichi lo derrota y es llevado por Ogata Isshinsai.
Luego se sabe que el hombre de Yami lo invita a unirse a Yomi. Se ve que después de usar el Sei Dou Gou, el daño recibido por aquella técnica hizo que su cabello se vuelva blanco, su ojo izquierdo cambió a color negro, además de perder la capacidad de caminar y ser condenado a andar en silla de ruedas permanentemente. Sin embargo, a pesar de su discapacidad, sigue siendo un oponente muy veloz, esto queda demostrado cuando es capaz de detener a Miu en el momento que ella quería perseguir a Kanō Shō y además se vio que aún podía usar el Seikūken junto a su Gungnir. Él fue el que le reveló a Miu que el pasado de Shō tenía relación con el Kuremisago y que lo conocía lo suficiente como para afirmar que era un oponente muy peligroso, Ryuto Asamiya se puede decir que es más fuerte que otros discípulos de Yomi a pesar se de estar en silla de ruedas por usar sei y dou al mismo tiempo es como si combinaras yin y yang él se recupera. Además, con solo tocar sus ruedas puede moverse a gran velocidad o incluso saltar, y le defensa de su seikuken ha mejorado. Una prueba de esto es cuando derrotó a Freya sin problemas a pesar de que ésta había seguido un entrenamiento infernal para poder enfrentarse a oponentes de nivel maestro.en la manga 516 el vuelve a restaurar su ki y puede pararse de nuevo para proteger a su amigo kenichi y puede hacer su técnica llamada sei dou gou por 30 segundos y puede volver a pararse de nuevo porque cuando quiera restaura su ki interior puede llegar a ser uno de los más fuertes de yomi

#### Ethan Stanley
- Primera aparición: Batalla 176
- Símbolo: Nada
- Alias: Pollux
- Arte Marcial: Kalaripayatu
- Tipo: Dou

Discípulo de Cyril Rahman y mellizo de Rachel Stanley. Es bastante sigiloso, ya que no muestra intención de matar como se ha demostrado en muchos de sus movimientos.
Participa en el D d D como miembro del equipo ‘Géminis’ junto a su hermana y es uno de los 4 miembros de Yomi que fueron transferidos al instituto de Kenichi. Actualmente fue elegido como el discípulo que debe acabar con Kenichi, y para esto le pide a Kenichi que se reúna con él en un Café, en ese lugar le dice que no lo odia y que lamenta que en esa ocasión sean enemigos. Luego de una interrupción para poder cumplir con un trabajo, le dice a Kenichi que la única forma de evitar una pelea entre ambos, era que abandone su vida como artista marcial, a lo que Kenichi se niega y Pollux le entrega el emblema de desafío.
Luego es puesto en un peligroso entrenamiento por el anciano, en el cual logra mejorar su centro de gravedad y por lo cual es capaz de aprender otra de las 108 técnicas secretas del super hombre invencible kurie nuki, gracias a la cual después de una dura batalla Kenichi sale vencedor, gracias a Sakaki su hermana Rachel, fue salvada de convertirse en el discípulo de Jenazad

#### Radin Tidat Jihan
- Primera aparición: Batalla 176
- Símbolo: Rey
- Alias: Nagaraja
- Arte Marcial: Pencak Silat
- Tipo: Sei

Discípulo de Silcardo Jenazad. Jihan es el príncipe coronado de una pequeña nación llamada Tidat, un país ficticio situado en el archipiélago de Indonesia. Debido a su condición de heredero, actúa despreciando todo lo relacionado con el pueblo, o ‘populacho’ como él lo llama.
Durante su pelea con Kenichi, demostró que no le interesa que clase de métodos use con tal de parar la ‘revolución’, incluso contaba con subordinados armados para acabar con Kenichi, pero no contaba con que aparecerían Niijima y Hermit para apoyar al discípulo del Ryōzanpaku.
Tras su derrota a manos de Kenichi, su maestro dice que ya no le es útil y que ha deshonrado al silat, por lo que lanza un grito, creando así una enorme avalancha con la intención de enterrar a Jihan y Kenichi. Luego aparece Hermit conduciendo una moto nieve para salvar a Kenichi, este intenta salvar a Nagaraja, pero él se rehúsa a ser ayudado por alguien del ‘populacho’ y queda enterrado bajo la nieve. No obstante en la actual línea temporal de kenichi se demuestra que sigue con vida pero que su regreso resultaba imposible ya que, de saber Jenazad, su muerte sería inminente. Esto cambia sin embargo cuando, Luego de la muerte de su maestro, regresa al Reino de Tidat para detener la guerra civil que había comenzado y así reclamar su trono como Rey.

#### Kushinada Chikage
- Primera aparición: Batalla 188
- Símbolo: Agua
- Alias: Hija de los Dioses
- Arte Marcial: Jujitsu
- Tipo: Sei

Discípula de Kushinada Mikumo. Una niña prodigio y amante de los dulces, actualmente es estudiante de primer año en el instituto de Kenichi con tan solo 13 años. Ella fue capaz de evitar que Niijima la detecte, debido a que su transferencia al instituto fue normal por ser japonesa. Por alguna razón desconocida le reveló su identidad a Miu, luego Kenichi se da cuenta de que ella pertenece Yomi y trata de ganar su confianza sin tener que recurrir a la lucha.
Akisame cree que el secreto de la habilidad del Jujitsu de Chikage radica en su capacidad para reconocer instantáneamente el centro de gravedad de su oponente, lo que considera que es una gran hazaña. Miu la describe como una réplica de ella en su niñez, también considera que ella es la única que puede salvar a Chikage del camino del Satsujin-ken.
Chikage es interrumpida por Miu cuando trata de entregarle una carta de desafío a Kenichi, él le arrebata el sobre diciendo que no era necesario que haga eso y que quería resolver los problemas a su manera, pero que si no hubiera otra manera, él lucharía. Poco tiempo antes del combate, Chikage es invitada a una fiesta de cumpleaños de una compañera (influenciada por Niijima, que armó este plan para evitar que pelee con Kenichi), asiste a la reunión y se olvida completamente del combate, luego se ve que su maestra está observándola en todo momento.
Después de haber faltado al encuentro, pierde el derecho a pelear por el título del Discípulo más Fuerte. Actualmente su maestra está tratando de endurecer el corazón de Chikage, ya que ella está empezando a dar señales de cambio en su mentalidad ya que últimamente está demostrando afecto de amistad por Kenichi.

#### Rachel Stanley
- Primera aparición: Batalla 176
- Símbolo: Acero
- Alias: Castor
- Arte Marcial: Lucha libre profesional
- Tipo: Dou

Discípula de Diego Carlo y hermana mayor de Ethan Stanley. Tiene una personalidad bastante extravagante y siempre busca ser el centro de atención, por lo que al ser transferida al instituto de Kenichi, le arrebata el micrófono al presentador y más tarde se une al Club de Gimnasia Rítmica.
Participa en el D d D junto a su hermano como miembro del equipo ‘Géminis’, donde demuestra ser la más agresiva de los dos, sobre todo cuando otra persona recibe más atención del público que ella.
Se desconoce hasta que punto llega su habilidad, Sakaki comentó que ella usa demasiados movimientos innecesarios en combate real, pero que este es el estilo de la lucha libre. En su pelea con Ma Renka, ambas quedan empate, debido a que ella interrumpe el combate para apuntar la cámara hacia su maestro. Después de la derrota de Diego Carlo, es atacada por Kushinada Mikumo, quien le dice que no ella no tiene la culpa de nada, que el culpable era su maestro, luego se la lleva.
Ya en alguna de las bases de Yami, ella es atendida por médicos y enfermeras, a lo que ella dice que había un rumor de que los miembros de Yomi que ya no eran útiles, desaparecían misteriosamente. Por eso trata de escapar y es detenida por Kajima, quien le dice que no tiene nada de qué preocuparse, ya que al encontrarse sin maestro, ahora estaba bajo la protección de ‘Una Sombra’.
Demostró su interés por encontrar a su maestro. Sigue yendo al mismo instituto que Kenichi.

#### Boris Ivanov
- Primera aparición: Batalla 175
- Símbolo: Hielo
- Alias: Desconocido
- Arte Marcial: Commando Sambo
- Tipo: Sei

Discípulo de Alexander Gaidar. Generalmente se le ve vestido con un traje de militar y considera que las órdenes dadas por su maestro son absolutas, esto se debe a que su entrenamiento fue llevado a cabo en la base del Ejército Ruso, en donde posee una tropa de soldados. Alexander lo ha criado desde siempre para ser un soldado y nada más, por ello Boris no posee criterio ni creatividad, ya que para él las órdenes lo son todo, por esto mismo quien le dé una orden debe ser muy preciso ya que de lo contrario la seria disciplina con quer actúa lo llevará a distorsionar los objetivos. Esto se vio durante la toma de dojos, donde no se le especificó que se detuviera tras cumplir su misión, por lo que siguió asaltando dojos aun después que Yami se había retirado, de la misma forma, cuando la profesora Kyoko le pidió que limpiara las ventanas obvió decirle que se trataba del salón, por lo que Boris pasó el día trepado fuera del edificio limpiando todos los vidrios que encontró.
Durante la toma de dojos, por error trata de tomar el Ryōzanpaku, es en ese momento donde pelea por primera vez con Kenichi y antes de retirarse por orden de su maestro, le entrega el emblema de desafío. Para Boris, Kenichi es un enigma que es incapaz de resolver; parte de su habilidad en la lucha consiste en su aguda y exacta capacidad de analizar los poderes y capacidades de su oponente al observarlo mientras pelea; sin embargo, mientras peleaba con Kenichi sus análisis era incongruente con lo que veía al enfrentarlo; toda su experiencia le indicaba que Kenichi era como un indefenso animal sin garras ni colmillos, pero cada vez que chocaban recibía tremendo castigo de su parte, esto gracias a que la naturaleza delicada y pacifista de Kenichi siempre ha dominado sus habilidades de peleador.
Después del D d D, es transferido al instituto de Kenichi junto a otros compañeros de Yomi, ya en clases demuestra llevarse bien con la profesora Kyoko, llegando al punto de llamarla instructora, esto se debe a que el ayudaba a mantener el orden en la clase y la maestra se ganó su respeto al ser una figura de autoridad que poder obedecer. Sin embargo un leve cambio se produjo durante este tiempo, Boris pudo experimentar la vida normal de un adolescente y gracias a su honestidad y disciplina se ganó la simpatía de los maestros y alumnos quienes lo veían como un chico confiable que los ayudaba y protegía, lo que despertó parte de sus emociones aunque no le gusta demostrarlo.
Durante la excursión que tuvieron los alumnos de 2.º año, Boris ve una oportunidad para matar a Kenichi y a todos los relacionados con él, para esto contaba con una tropa del Ejército Ruso. Los soldados atacan a varias personas, incluyendo a la profesora Kyoko, que se salvó luego de caer al río y llegar al lugar donde luchaban ambos discípulos. Los que quedaban de la tropa (muchos de ellos fueron derrotados por Siegfried, Hermit y por los hermanos Stanley) llegaron al lugar para terminar el trabajo y asesinar a la maestra Kyoko por considerarla un testigo, pero Boris (buscando proteger a la maestra) insiste deben contactar con su maestro ya que la misión ha salido de parámetros, al no haber respuesta por parte de Alexander, el soldado de más alto rango se niega a obedecer las órdenes de Boris, por lo que este lo detiene con la ayuda de Kenichi para luego continuar con el combate. Boris es finalmente derrotado, por lo que se retira del colegio para buscar el lugar donde se encuentra preso su maestro debido a que Alexander le dio la orden de no buscarlo luego de que lo haya despedido como discípulo, aunque Boris razona que ya que se lo ordenó después de despedirlo no es una orden válida. Actualmente Alexander ha comentado que ya hace mucho que Boris logró encontrar El Gran Cierre y contactarse con él, llevándole periodicamente información y cosas que necesite.

#### Tanimoto Natsu
- Primera aparición: Batalla 58
- Símbolo: Luna
- Alias: Hermit
- Arte Marcial: Kung Fu
- Tipo: Dou

Discípulo de Ma Sougetsu. Último miembro de Yomi en salir a la luz y ex-Sexto Puño de Ragnarok. El primer combate que tuvo contra Kenichi fue interrumpido, y Tanimoto le juró que volverían a luchar otro día. Hasta ahora esto no ha ocurrido, y Hermit siempre le dice a Kenichi que no se le ocurra morirse antes de que él mismo lo mate. Aparenta odiar a Kenichi y detesta que le llame cosas como Natsu-kun o Natsu-chan, pero en el fondo lo aprecia y se preocupa por él cuando está en peligro. Cada vez que Kenichi o Honoka van a su mansión, se enoja hasta el límite y grita histérico que se vayan de ahí.
Algo para denotar es que, aun estando tanto tiempo sin su maestro, pudo continuar entrenando y lograr un desarrollo más que impresionante. Luego de encontrarse con Ma Sougetsu en la isla de la desesperación, este decide comenzar con la segunda fase de su entrenamiento. Su progreso se ve una vez más cuando consigue (junto con la Alianza Shinpaku) derrotar a Fortuna con el movimiento definitivo que le fue enseñado por su Sifu, el Kyousa cuyo poder destructivo es sorprendente.
Con el fin de que su discípulo mejore nuevamente, Sougetsu le hace enfrentar toda clase de oponentes, siendo estos siempre un poco superior a Hermit, todo esto con el fin de prepararlo para su enfrentamiento con  Chou Enshin, el integrante de Yomi y discípulo de Ro Jisei, su amigo el cual le indujo en el mundo de las artes marciales. En el desarrollo de la pelea se puede ver la superioridad de Chou en cuanto a las habilidades de Tanimoto. Sin embargo, recuerda el entrenamiento de su maestro, al tiempo que recuerda a Shirahama que siempre ha peleado con oponentes más fuertes que él y logra derrotar al discípulo de Jisei. Es así como se convierte en el integrante oficial de Yomi.

#### Rimi
- Primera aparición: Batalla 410
- Alias: Atlanti

Discípula de Ogata Isshinsai. Cuando habla tiende a decir más de la cuenta. Ogata menciona que ella es la más honesta de sus discípulos.
Está enamorada de Asamiya Ryuto. Su velocidad es el punto que se fortaleció con el entrenamiento especial de Ogata Isshinsai. Su velocidad es comparable con la de Furinji Miu. Se convirtió en la líder de los Titanes al derrotar a su líder Cronos.
Al haberse unido recientemente a Yomi, no posee ningún símbolo.

### Miembros Divisionales

#### Ri/Li Raichi
- Primera aparición: Batalla 157
- Alias: Spark
- Arte Marcial: Chishouken
- Tipo: Dou

Discípula e Hija de Ri/Li Tenmon y asesina de Yomi. Es una amante de las plantas al igual que Kenichi y llegó a Japón desde China hace 3 años.
Es una miembro menor de Yomi, que fue enviada para medir las habilidades de Kenichi. Ella pelea usando el ‘Puño Borracho de los Ocho Inmortales’, estilo en que se usa todo el cuerpo y por lo que debe usar un casco para pelear.
Es una peleadora cruel pero su nivel está por debajo del de Kenichi, esto se demuestra cuando le gana sin haberle golpeado ni una sola vez. Ella se pregunta por qué es que no puede matarlo y él le dice que una persona que ama las flores no puede ser una asesina, es así como Raichi se vuelve amiga de Kenichi.
Vuelve a aparecer en el crucero donde se lleva a cabo la pelea entre Diego Carlo y Ma Kensei, en aquella ocasión está ahí por motivos de trabajo. Ayuda a Kenichi y Miu a pelear con un discípulo de Diego Carlo que se llamaba a sí mismo ‘El Hombre Carne’. Es en ese lugar donde después de tener una pequeña charla con Miu, muestra su interés de respeto por Kenichi.

## Hoja Ejecutora Hachiuo
Es el grupo de maestros que luchan para promover el Satsujin-ken (Puño Asesino) que a su parecer es la verdadera forma de las artes marciales y que se oponen al Katsujin-ken (Puño de la Vida). En esta categoría están todos los peleadores que utilizan cualquier tipo armas que no sean de fuego para combatir. Esta división rara vez coopera con Una Sombra Nueve Puños, ya que las filosofías de ambos bando crean una gran rivalidad, solo para lograr el Ocaso Eterno o detener al Ryozampaku se muestran relativamente dispuestos a cooperar.

### Genosuke Yokiou
- Alias:
- Primera aparición: Batalla 531

No es mucho lo que se sabe sobre el terrible y legendario líder de la Hoja Ejecutora, muy poca gente en el mundo lo conoce y la mayoría son miembros selectos de Yami, incluso los maestros de Ryozampaku ignoran su existencia. Pero lo que sí se sabe con certeza es que es prácticamente el némesis de Hayato y se ignora cuál de los dos es más poderoso, aunque Hayato ha mencionado que Genosuke posee un ki gigantesco que domina en su totalidad, cosa que él creía imposible.
Su estilo de pelea es el uso de lo que en apariencia son dos katanas o al menos espadas de un solo filo. Hizo su aparición recientemente en el manga cuando la Hoja Ejecutora se presentó abiertamente para actuar, sin embargo su parte en esta operación fue atraer a Hayato a una pequeña isla donde permanecería peleando contra él hasta que el Ryozampaku sea destruido y el Ocaso Eterno se lleve a cabo. En la actualidad llevan semanas peleando sin detenerse a descansar o dormir.

### Seitrou Raigo
- Alias: Kodachi

### Kagero Sai
- Alias: Otokoeiaigiri (Corte Iai Supersónico)
- Primera aparición: Batalla 286

Un asesino de la división armada, muy excéntrico y algo inestable, se reconoce porque jamás ha sido capaz de diferenciar a una mujer de otra y porque tras presentarse en algún lugar entrega una lista con reglas que deben seguir quienes estén cerca suyo para no ser asesinados por reflejo o capricho. Fue por mucho tiempo el más formidable oponente que ha enfrentado Shigure. Posee una de las espadas creadas por el padre de ésta, la cual es llamada Setsunamaru, probablemente la única hoja que compite en calidad y poder con la espada que este forjador dio a su hija.
Shigure y Kagero se conocen desde hace años, cuando el espadachín fue a la casa del herrero para recoger la Setsunamaru recién forjada, como una forma de probar su calidad mató a un gorrión que Shigure cuidaba y posteriormente intentó probarla descuartizando a la niña, cosa que solo se evitó por el temor que Kagero sentía ante la idea de enfrentar al padre de la joven, sin embargo desde este día Shigure guardaba resentimiento y deseo de vengar a su amigo.
Cuando Shigure y Kenichi viajaron a una localidad a investigar la posible presencia de una espada creada por su padre, Kagero fue contratado para eliminarla. En una lucha muy peligrosa e igualada Shigure logra derrotarlo y quitarle su espada. Tras algunos meses Kagero fue contactado por Yami para robar una espada legendaria que pudiera usar ya que su poderosa técnica destrozaba las katanas convencionales lo que lo había dejado fuera de juego.
Durante la consecuente pelea entre el Ryozampaku y la división armada, Shigure prometió regalarle una creación de su padre a cambio que abandonara Yami y protegiera a Kenichi, cosa que Kagero cumplió ya que en realidad no posee sentimientos de odio hacia la gente, sino simplemente un amor obsesivo por la lucha; cumpliendo su palabra Shigure le regaló un azadón forjado por su padre y contrario a lo que todos pensaban a Kagero le encantó razonando que si la tierra era redonda podría pelear y cortar para siempre, alcanzando así la esencia misma del kendo. Desde ese momento se dedica a la agricultura y a ayudar ocasionalmente a Shigure, por lo mismo fue uno de los forjadores de las armaduras para la alianza Shimpaku.
A pesar de que Shigure ha dicho que destruyó a Setsunamaru, lo cierto es que es demasiado fuerte para ser cortada por su espada, por lo que la mantiene escondida en el Ryozampaku y según ha comentado que el espíritu del arma esta demasiado apegado a Kagero, por lo que emana un intenso deseo de volver con él, cosa que Shigure ha dicho que en algún momento permitirá.
Durante el Ocaso Eterno es uno de los encargados de atacar frontalmente la isla que sirve como base de operaciones a Yami para detener los misiles nucleares y rescatar a Shigure. Usando su azadón peleó junto a los maestros de Ryozampaku contra la Hoja Ejecutora y contra los Nueve Puños, a pesar de que fue acribillado en varias ocasiones por las flechas de la división armada, con sus últimas fuerzas se encargó de limpiar el campo de batalla para dar libertad de movimiento a sus camaradas quienes se encontraban en desventaja. Finalmente, cuando el resto de sus compañeros fueron acorralados e inmovilizados hace un esfuerzo supremo y evita que una espada atraviese a Akisame, aunque esto hace que Mikumo pierda la paciencia y lo asesina haciendo explotar su cuerpo con un golpe.
Antes de morir, reconoce que su vida como campesino le hizo ver el mundo de una forma que no conocía y gracias a lo cual aprendió a amar la vida ajena, junto a ello se declaraba consciente que había tanta sangre en sus manos que no existía algún acto suficientemente bondadoso que lo absolviera, pero aun así tras lo que había aprendido en sus días de paz comprendió que el Katsujin-ken era algo que debía prevalecer y por lo que valía la pena morir.
- Datos: Q6169731